# San Vito Romano
San Vito Romano är en ort och kommun i storstadsregionen Rom, innan 2015 provinsen Rom, i regionen Lazio i Italien. Kommunen hade 3 303 invånare (2018).